# Melanie Díaz
Melanie Díaz González (Utuado, Puerto Rico, 7 de mayo del 1996) es una jugadora boricua de tenis de mesa que desde 2013 ha participado en competencias internacionales con el equipo nacional de Puerto Rico. Para agosto de 2019, la ITTF le había asignado 3820 puntos y colocado en posición 88 en la clasificación Mundial de Mujeres.